# سکلنه ناد اوسلاووو
سکلنه ناد اوسلاووو (به چکی: Sklené nad Oslavou) یک منطقهٔ مسکونی در جمهوری چک است که در ناحیه ژدار ناد سازاووو واقع شده‌است.
سکلنه ناد اوسلاووو ۱۲٫۲۵ کیلومتر مربع مساحت و ۲۳۵ نفر جمعیت دارد و ۵۷۳ متر بالاتر از سطح دریا واقع شده‌است.